# Två skall man vara
Två ska man vara (originaltitel: It Takes Two), amerikansk film från 1995 i och regi av Andy Tennant. Manuset är av Deborah Dean Davis, baserat på boken Dubbel-Lotta av Erich Kästner.

## Handling
Amanda (Mary Kate Olsen) är en föräldralös, tuff och glad tjej som tas om hand av en socialarbetare, Diane (Kirstie Alley). På ett sommarläger träffar Amanda, Alyssa (Ashley Olsen), dottern till lägrets förmögne bidragsgivare. Det otroliga är att de två tjejerna ser exakt likadana ut! De blir genast bästa vänner, trots sina vitt skilda bakgrunder. Som ett litet experiment byter de platser och kommer på att Alyssas pappa och Amandas fostermamma borde lära känna varandra bättre...

## Rollista
- Alyssa Callaway - Ashley Olsen
- Amanda Lemmon - Mary-Kate Olsen
- Diane Barrows - Kirstie Alley
- Roger Callaway - Steve Guttenberg
- Vincenzo - Philip Bosco